# Sven Johansson (fysiker)
Sven Axel Enok Johansson, född 8 februari 1923 i Hols församling, Älvsborgs län, död 19 januari 1994 i Östra Torns församling, Malmöhus län, var en svensk kärnfysiker.

## Biografi
Johansson utexaminerades från Kungliga Tekniska högskolan 1944 och blev filosofie doktor och docent vid Lunds universitet 1952. Efter att från 1957 ha tjänstgjort som laborator vid Atomkommittén blev han professor i fysik vid Chalmers tekniska högskola (CTH) 1963 och i kärnfysik vid Lunds tekniska högskola (LTH) 1964, en befattning vilken han lämnade 1989. Han var rektor för Lunds universitet 1970-1977. Han utvecklade så kallade scintillationsdetektorer för gamma-spektroskopi och införde PIXE-metoden (Particle Induced X-ray Emission).
Johansson blev 1964 ledamot av Fysiografiska sällskapet i Lund och 1970 ledamot av Vetenskapsakademien. Han blev senare även ledamot av Ingenjörsvetenskapsakademien. Han tillhörde även Nobelkommittén för fysik. Han var Vetenskapsakademiens preses 1985-1987 och stormästare för Sällskapet CC 1983-1992.

## Utmärkelser
- Kommendör av Nordstjärneorden, 1 december 1973.[2]